# Озгур Озел
Озгур Озел или (тур. Ozgur Ozel; Маниса, 21. септембар 1974), турски је фармацеут и политичар, познат по функцији председника Републиканске народне странке (ЧХП). Од juna 2015, служи као посланик у Турском парламенту и био је посланик у Турском парламенту за изборну изборну јединицу Маниса од општих избора 2011. године. Широко је познат по својој активности у вези с правима рудара у провинцији Маниса.